# Antero de Alda
Antero de Alda (Sever do Vouga, 23 de Outubro de 1961- Amaranre, 10 de Maio de 2018) foi um artista português.
Formado em artes plásticas pela Faculdade de Belas-Artes da Universidade do Porto. Mestre em Tecnologias Educativas pela Universidade do Minho. Viveu e trabalhou em Amarante até à sua morte.
Integrou a geração da poesia visual portuguesa da década de 1980, com E. M. de Melo e Castro, Ana Hatherly, Salette Tavares, Alberto Pimenta e António Aragão, entre outros, e a partir de 2005 desenvolveu um espólio significativo de poesia cibernética e electrónica, em linguagem script, que designou por «Scriptpoemas» e está catalogado pelo CETIC-Centro de Estudos sobre Texto Informático e Ciberliteratura da Universidade Fernando Pessoa, Porto.  
Situado entre o experimentalismo semiótico e alguma iconografia lírica documental, colaborou desde 1981 em diversas publicações da especialidade, de que se destacam:

## Publicações em que colaborou (resumo)
- «Poemografias» (ed. Ulmeiro, Lisboa),
- «Mappe Dell’Immaginario» (ed. Il Campo, Itália),
- «Postextual» (México),
- «DOC(K)S» (França),
- «Rio Interior» (ed. Limiar, Porto),
- «Antologia da Poesia Experimental Portuguesa» (ed. Angelus Novus),
- «Grammavisual» (Espanha),
- «IMAGO MUNDI: Visual Poetry in Europe», Luciano Benetton Collection, Itália.

## Livros publicados
- «memória de hibakusha e outros poemas» (Edição da AJHLP-Associação de Jornalistas e Homens de Letras do Porto, 1986)
- «O Século C.N.A.» (Edição GALÁPAGOS-Fábrica de Poesia, 1999)
- «a reserva de Mallarmé» (Edição GALÁPAGOS-Fábrica de Poesia, 2013)
- «EUROPA — fuck you!» (edição GALÁPAGOS-Fábrica de Poesia, 2014)
- «Mil vidas tem S. Gonçalo» (fotografia, trilingue, edição GALÁPAGOS-Fábrica de Poesia, 2014)
- «Retratos & transfigurações» (fotografia, edição GALÁPAGOS-Fábrica de Poesia, 2015)
- «oceanografias» (edição GALÁPAGOS-Fábrica de Poesia, 2016)

Trabalhos seus estão dispersos em diferentes países como Alemanha, Brasil, Espanha, França, Holanda, Itália, México e Polónia.